# Комарницький Андрій Якович
Андрій Якович Комарницький Історик права

## Життєпис та науковий доробок
Магістр державного права, надвірний радник. У 1842–1854 викладав російське державне законодавство та історію філософії права в Рішельєвському ліцеї. Публікувався у «Санкт-Петербугских ведомостях», «Современнике», «Одесском вестнике» та інших виданнях.
Один з перших дослідників організації державного управління на Півдні України наприкінці XVIII — на початку XIX ст. На відміну від праць А. Скальковського, опрацьовував значно вужчу джерельну базу. Здебільшого він використовував «Повне зібрання законів Російської імперії». Ідейна основа статей історика досить проста — провіденціалізм, віра у велику місію російського народу, беззаперечні успіхи царської влади в організації життя на Півдні України. Як і більшість істориків того часу, він висловлював впевненість у тому, що цей регіон до приходу російської монархії являв собою Дике поле. Щоправда, в одній з праць висловив досить новаторські думки про вплив географічного чинника на діяльність народів.
Одна з праць історика присвячена постаті Лжедмитра І. Автор в історико-літературному стилі показав вдачу цього історичного персонажу, напрямки його політики. Незважаючи на близькість до історико-правового напрямку, А. Комарницький більш відповідає іншій характеристиці — історика-популяризатора, публіциста.

## Праці
- Исторический очерк общих гражданских учреждений Новороссийского края. — Одесса, 1849;
- О пчеловодстве как христианском промысле в России вообще и в Новороссийском крае и Бессарабии в особенности. — Одесса, 1856;
- Взгляд на Азовское море // Лепта в пользу вдов и сирот Севастопольских героев. — Одесса, 1858;
- Русские вольные матрозы // Там само; Вольные матрозы в Новороссийском крае и Бессарабии // Там само; * Лжедмитрий // Там само.